# Hold Back the Dawn
Hold Back the Dawn is een Amerikaanse film uit 1941 onder regie van Mitchell Leisen. De film is gebaseerd op een verhaal van Ketti Frings. De film werd zes keer genomineerd voor een Oscar, waaronder voor Beste Actrice en Beste Film.

## Verhaal
Georges is een Roemeense vluchteling die trouwt met een lerares uit Amerika in Mexico. Hij trouwt echter alleen met haar zodat hij met zijn echte vrouw Anita kan immigreren naar de Verenigde Staten. Als hij gevoelens blijkt te hebben voor de lerares, moet hij opletten op wat hij zal gaan doen...

## Rolverdeling
| Acteur              | Personage          |
| ------------------- | ------------------ |
| Charles Boyer       | Georges Iscovescu  |
| Olivia de Havilland | Emmy Brown         |
| Paulette Goddard    | Anita Dixon        |
| Rosemary DeCamp     | Berta Kurz         |
| Walter Abel         | Inspecteur Hammock |
| Curt Bois           | Bonbois            |
| Victor Francen      | Van Den Luecken    |
| Madeleine LeBeau    | Anni               |